# Florica Bagdasar
Florica Bagdasar (z domu Ciumetti) (ur. 24 stycznia 1901 r. w Monastíri / Bitoli w Imperium Osmańskim, zm. 19 grudnia 1978 w Bukareszcie) – rumuńska neuropsychiatra, pierwsza minister w Rumunii, kierująca Ministerstwem Zdrowia w latach 1946-1948.

## Wykształcenie i wczesne lata

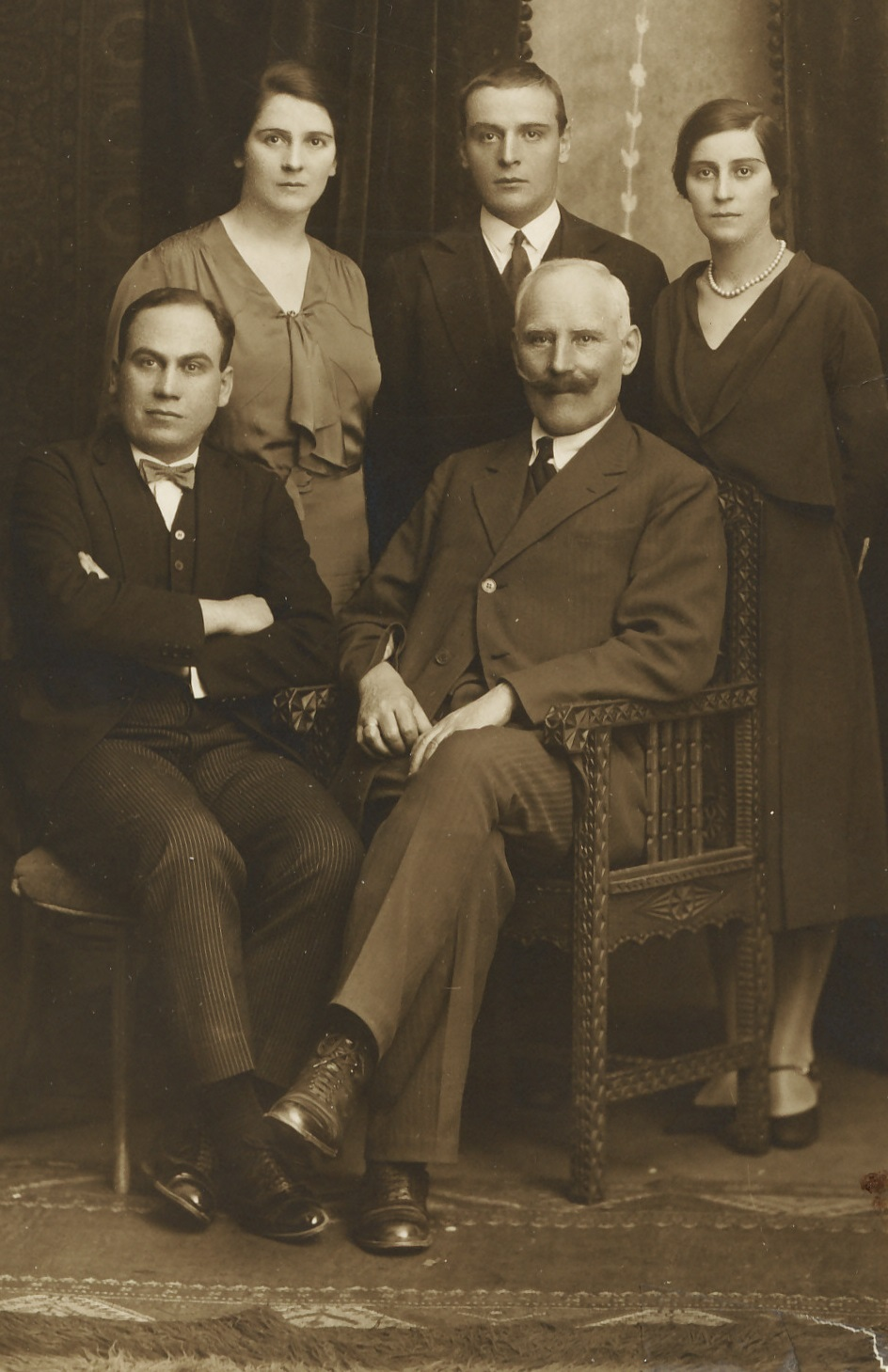
Ojciec i mąż Floricy (z przodu), Florica z rodzeństwem (1934)

Florica Ciumetti pochodziła z arumuńskiej rodziny. Jej ojcem był Sterie Ciumetti, inżynier budowy dróg i mostów, a także licealny nauczyciel matematyki. Jej matką była Anastasia Ciumetti (z domu Papahagi), której brat, Pericle Papahagi, był uznanym autorytetem w dziedzinie życia i języków ludów romańskojęzycznych mieszkających na południe od Dunaju, Arumunów. Florica rozpoczęła naukę w prywatnej szkole średniej z internatem w Pompilian (Pensionul Pompilian), lecz z powodu I wojny światowej musiała kontynuować naukę w Mołdawii, w mieście Roman, gdzie schroniła się jej rodzina.
Liceum im. Romana Wody (sekcja nowoczesna) ukończyła w 1920 roku. Została przyjęta na Uniwersytet Medycyny i Farmacji w Bukareszcie, który ukończyła w 1925 roku. Po latach staży w stołecznym szpitalu „Așezămintele Brâncovenești” uzyskała stopień doktora medycyny i chirurgii oraz uprawnienia do wykonywania zawodu lekarskiego. W 1927 roku wyszła za mąż za dra Dumitru Bagdasara. 
Nowożeńcy wyjechali do Bostonu w Massachusetts, aby odbyć szkolenie zawodowe: Florica na kursach zdrowia publicznego na Uniwersytecie Harvarda, a Dumitru by poznać nowe techniki neurochirurgiczne u pioniera nowoczesnej chirurgii mózgu, dra Harveya Cushinga, w jego klinice Petera Benta Brighama. Przebywając w Bostonie Florica otrzymała stypendium Rockefellera.
Po powrocie do kraju w 1929 roku para spędziła kilka lat w Jimbolii i Cernăuți (Szpital Chorób Nerwowych), po czym Bagdasarowie osiedlili się w Bukareszcie i zamieszkali tam na resztę życia. W 1935 roku Dumitru Bagdasar uzyskał w drodze egzaminu konkursowego prawo do otwarcia pierwszej kliniki neurochirurgicznej w Bukareszcie. Przez cały czas od powrotu z Bostonu w 1929 roku do 1935 w Rumunii nie były dostępne nowoczesne techniki chirurgiczne, przez co Dumitru operował mózgi w prymitywnych, improwizowanych warunkach. Zanim zdołał zbudować własny zespół neurochirurgów, to jego żona, Florica Bagdasar, jako jedyna stale towarzyszyła mu na sali operacyjnej, pomagając mu i zachęcając.

## Działalność zawodowa
Po przejściu wszystkich niezbędnych egzaminów i konkursów Florica Bagdasar uzyskała tytuł psychiatryczny ze specjalnością higiena psychiczna. Poświęciła się dziedzinie neuropsychiatrycznej i opiece pediatrycznej w oświacie. Bagdasar wraz z współpracowniczką Floricą Nicolescu (Stafiescu) z powodzeniem opracowały i wykorzystały w wielu szkołach podstawowych własne podręczniki: alfabetu i arytmetyki. 
W 1946 roku Bagdasar utworzyła w Bukareszcie Centrum Higieny Psychicznej, którego misją było leczenie dzieci z upośledzeniami umysłowymi i zaburzeniami zachowania. Centrum to zostało zaprojektowane przez Floricę Bagdasar zgodnie z najnowocześniejszymi metodami naukowymi stosowanymi w USA. Jako dyrektor tej placówki Florica Bagdasar zrekrutowała i zorganizowała wzorowy zespół ekspertów zajmujących się problemami dzieci, psychologów, pedagogów, logopedów i kinezyterapeutów. Florica Bagdasar pełniła funkcję dyrektora Centrum Higieny Psychicznej do stycznia 1953 r..
W 1946 roku, po śmierci męża, ówczesnego ministra zdrowia w rządzie Petru Grozy, Florica Bagdasar została wybrana ministrem zdrowia w miejsce męża. Stanowisko to zajmowała od 26 września 1946 r. do 28 sierpnia 1948 r..

## Zwolnienie i rehabilitacja
Kampania przeciwko Bagdasar rozpoczęła się w sierpniu 1948 roku. W trakcie inspekcji w Dobrudży podczas kampanii przeciwmalarycznej, ogłoszono zwolnienie jej ze stanowiska ministra zdrowia. Decyzja została podjęta bez wcześniejszego wyjaśnienia. 
W 1953 roku została usunięta ze stanowiska dyrektor Centrum Higieny Psychicznej. Rehabilitowana na fali odwilży 1956 roku.